# 2024년 하계 올림픽 파나마 선수단
파나마는 2024년 7월 26일부터 8월 11일까지 파리에서 열리는 2024년 하계 올림픽에 출전했다. 이번 하계 올림픽은 1928년 데뷔 이후 파나마의 19번째 하계 올림픽 출전이 된다.

## 출전 선수
| 종목   | 남자 | 여자 | 전체 |
| ------ | ---- | ---- | ---- |
| 육상   | 1    | 1    | 2    |
| 복싱   | 0    | 1    | 1    |
| 사이클 | 1    | 0    | 1    |
| 체조   | 0    | 1    | 1    |
| 유도   | 0    | 1    | 1    |
| 수영   | 1    | 1    | 2    |
| 전체   | 3    | 5    | 8    |

## 메달 집계
| 종목 | 1 | 2 | 3 | 합계 |
| 종목 | ' | ' | ' | '    |
| 종목 | ' | ' | ' | '    |
| 종목 | ' | ' | ' | '    |
| 합계 | ' | ' | ' | '    |

## 같이 보기
- 2024년 하계 올림픽